# Arçelik
Arçelik A.Ş. ist ein börsennotierter türkischer Hersteller von Haushaltsgeräten, der zu 57 % zur Koç Holding (kurz Koç genannt) gehört und die eigenen Produkte in über 145 Ländern vertreibt. Der Unternehmensschwerpunkt liegt hauptsächlich bei sogenannter „Weißer Ware“, Kleingeräten für Bad und Küche sowie Unterhaltungselektronik. Mit 21 Produktionsstätten in 8 Ländern (Türkei, Rumänien, Russland, China, Südafrika, Thailand, Pakistan und Indien) und Vertriebsorganisationen in 34 Ländern beschäftigt das Unternehmen 32.000 Mitarbeiter. Zu den Marken des Unternehmens zählen Arçelik, Beko, Grundig, Altus, Blomberg, Leisure, Elektra Bregenz, Arctic, Flavel, Defy, Dawlance und Voltbek.

## Unternehmensgeschichte

Älteres Firmenlogo

Das Unternehmen wurde 1954 mit der Errichtung des ersten Werkes in Sütlüce gegründet und begann 1959 mit der Produktion von Waschmaschinen, ein Jahr später mit der von Kühlschränken. Das Werk wurde 1968 von Sütlüce nach Çayırova verlegt. Aus diesem Hauptwerk wurden dann nach und nach Unternehmensteile ausgegliedert: im Jahre 1975 die Produktion von Kühlschränken, für die ein Werk in Eskişehir gebaut wurde. Zwei Jahre später folgte ein Kompressorenwerk ebenfalls in Eskişehir und weitere zwei Jahre danach (1979) die Produktion von Staubsaugern über ein Werk in Izmir und 1993 die Produktion von Geschirrspülmaschinen mit einem Werk in Ankara (1993). 1996 wurde ein Werk zur Produktion von Klimaanlagen in Çayırova eröffnet.
1999 wurde die Koç-Gruppe radikal umgewandelt. Im Zuge dieser Reorganisation wurden die Arçelik A.Ş., Türk Elektrik Endüstrisi A.Ş., Atılım A.Ş. und Gelişim A.Ş. und die 1977 von Arçelik ausgelagerte Ardim unter Arçelik zusammengefasst. 2001 übernahm das Unternehmen das Marketing und die Distribution von Beko Elektronik A.Ş., einem Schwesterunternehmen, das sich auf Unterhaltungselektronik spezialisiert hatte. Ziel dieser Restrukturierung war es, über ein zentralisiertes System die Effektivität der gesamten Koç-Gruppe zu erhöhen. So wurden auch mehrere Werke zusammengelegt oder an verkehrstechnisch günstigere Orte verlegt.
2000 folgte eine Kooperation mit LG, die Arçelik-LG Air Conditioning Industry and Trade Inc.
2002 erwarb Arçelik das deutsche Unternehmen Blomberg (und damit das 1978 von Blomberg übernommene österreichische Unternehmen Elektra Bregenz) zusammen mit dem Markenrecht an Elektra Bregenz und Tirolia, weiterhin das englische Unternehmen Leisure and Flavel und das rumänische Arctic.
2009 übernahm Arçelik alle Anteile an der in der Unterhaltungselektronik tätigen börsennotierten Schwestergesellschaft Grundig Elektronik A.Ş.
2024 wurden die Aktivitäten von Beko B.V. und Whirlpool EMEA in eine gemeinsame Tochter Beko Europe eingebracht, an denen Beko B.V. 75 % der Anteile erhielt.